# Brunettia salax
Brunettia salax är en tvåvingeart som beskrevs av Duckhouse 1991. Brunettia salax ingår i släktet Brunettia och familjen fjärilsmyggor. Inga underarter finns listade i Catalogue of Life.